# 보세 (관세법)
보세(保稅, bond)는 수입품을 가공하여 수출하거나, 중계하거나, 산업에 필요할 수 있는 수입품을 박람회 등에 전시하는 경우 등의 편의를 위해 수입품에 대한 관세의 부과를 보류하는 제도이다. 
보세가 이뤄지는 구역을 보세구역이라고 하고 보세구역의 관리를 위해 보세사라는 전문 자격이 있다. 

## 같이 보기
- 보세구역
- 보세가공 무역